# Bangladesh aux Jeux olympiques
Le Bangladesh participe aux Jeux olympiques depuis 1984. Le pays n'a jamais participé aux Jeux d'hiver. 
Le Bangladesh est le pays le plus peuplé à n'avoir jamais remporté de médailles.
Le Comité olympique du Bangladesh a été créé en 1979 et a été reconnu par le Comité international olympique (CIO) en 1980.